# Peder Hammarskiöld
Peder Mikael Bengtsson Hammarskiöld, född 24 juli 1955 i Täby församling i Stockholms län, död 20 maj 2024 i Oscars distrikt i Stockholm, var en svensk advokat. 

## Biografi
Hammarskiöld gjorde värnplikten vid Tolkskolan. År 1977 blev han jur kand vid Uppsala universitet. Han gjorde sin tingsmeritering vid Södra Roslags Tingsrätt 1979–1982.
Han var anställd som biträdande jurist vid Carl Swartling Advokatbyrå 1982–1984 och därefter som advokat och delägare i Advokatfirman Lagerlöf & Leman 1984–1997.
Han grundade Advokatfirman Hammarskiöld & Co 1998  och var senior partner och styrelseordförande i advokatfirman Hammarskiöld.
Hammarskiöld var medgrundare till Stiftelsen Min Stora Dag och styrelseledamot 2000–2013.
Han var medgrundare till Stiftelsen Musikbojen. Han var även medgrundare till Stiftelsen Dag Hammarskjölds Backåkra och var stiftelsens ordförande. 
Hammarskiöld gjorde advokatutredningen  om Svenska Akademien 2017–2019.
Hammarskiöld var ordförande på Adelsmötet 2022. Han var ordförande i Hammarskjöldska Släktföreningen. Peder Hammarskiöld är gravsatt på Djursholms begravningsplats.